# John Kay
John Kay (Bury, Mánchester, 17 de junio de 1704-Francia, c. 1779) fue un inventor inglés, conocido por ser el padre de la lanzadera volante, una herramienta de producción que desarrolló en 1733 y que permitía tejer el algodón a mayor escala y velocidad que a mano.
Hijo de un fabricante de lana, Kay fue supervisor de la fábrica de su padre cuando aún era joven. Hizo muchas mejoras en la maquinaria para vestir, batear y cardar. El 26 de mayo de 1733 recibió una patente para un nuevo motor o máquina para hilar lana que incorporaba su lanzadera volante. En telares anteriores, la lanzadera se lanzaba o pasaba a través de los hilos de la urdimbre a mano, y las telas anchas requerían que dos tejedores sentados uno al lado del otro pasaran la lanzadera de izquierda a derecha y luego al contrario. Kay montó su lanzadera sobre ruedas en una pista y usó paletas para disparar la lanzadera de lado a lado cuando el tejedor tiraba de la cuerda. Usando la lanzadera volante, un tejedor podía tejer telas de cualquier ancho más rápidamente que dos con el método tradicional.
Los fabricantes de lana de Yorkshire se apresuraron a adoptar el nuevo invento, pero organizaron un club proteccionista para evitar pagarle a Kay una regalía. Después de perder la mayor parte de su dinero en un litigio para proteger su patente, Kay se mudó a Francia, donde parece que murió en el anonimato. La invención de Kay aumentó tanto el consumo de hilo que impulsó la invención de las máquinas de hilar, pero su verdadera importancia radica en su adaptación en los telares mecánicos.